# Галльера, Альчео
Альчео Гальера (итал. Alceo Galliera; 3 мая 1910, Милан — 21 апреля 1996, Брешиа, Ломбардия) — итальянский дирижёр и композитор. Сын и, в детские годы, ученик Арнальдо Гальеры (1871—1934), профессора органа в Пармской консерватории.

## Биография
В 1932 г. окончил Миланскую консерваторию как пианист, органист и композитор и некоторое время преподавал здесь же. Дебютировал как дирижёр в 1941 г. с оркестром академии Санта-Чечилия, однако с эскалацией Второй мировой войны уехал в Швейцарию и вёл малозаметную частную жизнь, вернувшись к активной дирижёрской карьере в 1945 г. на фестивале в Люцерне. В дальнейшем Гальера нередко принимал участие в Зальцбургском фестивале, дирижировал такими оркестрами, как Венский филармонический и лондонская Филармония. В 1950—1951 гг. он возглавлял Симфонический оркестр Виктории, в 1957—1960 гг. был главным дирижёром генуэзского театра Карло Феличе, в 1964—1972 гг. руководил Страсбургским филармоническим оркестром. Среди солистов, выступавших и записывавшихся с ним, — Дину Липатти, Артуро Бенедетти Микеланджели, Артур Шнабель, Клаудио Аррау, Вальтер Гизекинг. Особенно известна осуществлённая Гальерой запись оперы «Севильский цирюльник» с Марией Каллас и Тито Гобби.